# Secondo viaggio nel regno della fantasia - Alla ricerca della felicità
Secondo viaggio nel regno della fantasia - Alla ricerca della felicità, inizialmente intitolato Alla ricerca della felicità  - Nel regno della fantasia 2  è un libro scritto da Geronimo Stilton, pseudonimo di Elisabetta Dami, ed è il sequel di Nel regno della fantasia.

## Trama
Geronimo va al nuovo ristorante di suo cugino Trappola e lì realizza un record: abbuffarsi in un'ora di 101 piatti di spaghetti al gorgonzola.
Torna a casa, preda di una colossale indigestione, e va a dormire.
Il Drago dell'arcobaleno lo sveglia e lo porta nel regno della fantasia.
I due vanno nel regno delle fate e la regina dice loro di cercare il Cuore della felicità in cinque posti: nei paesi degli orchi, dei dolci, dei giocattoli, dell'oro, delle fiabe.
La regina e Geronimo formano la compagnia composta da sette persone e sono pronti a partire.

## La saga
- Nel regno della fantasia
- Terzo viaggio nel regno della fantasia
- Quarto viaggio nel regno della fantasia
- Quinto viaggio nel regno della fantasia
- Sesto viaggio nel regno della fantasia
- Settimo viaggio nel regno della fantasia
- Ottavo viaggio nel regno della fantasia

## Puzze e profumi presenti nel libro
- Blocchi di cioccolato al cacao puro al 100% (fantaprofumo)

## Personaggi
- Geronimo Stilton

- Oscar Afaggio: è uno scarafaggio molto simpatico e gentile, che sa un sacco di cose e ha provato praticamente tutti i mestieri del mondo.

- Nives Albacandida: è la Principessa delle Nevi. Bellissima ma silenziosa, comunica solo scrivendo su foglietti bianchi (ricomincerà a parlare verso la fine del libro) e nasconde un triste segreto.

- Oca QuaQua: è un'oca veramente chiacchierona, ma anche un'ottima infermiera.

- Pustola: è un camaleonte molto goloso, un tempo alleato di Stria. È la guida di Geronimo in questo viaggio.

- Drago dell'arcobaleno: è il fedele messaggero della Regina Floridiana. Adora le coccole e canta dolci melodie.

- Stria: la perfida Regina delle Streghe. Bellissima e malvagia, da sempre è la nemica più acerrima di Floridiana.

- Floridiana: è la bellissima Regina delle Fate. Buona e dolce, chiede al Cavaliere di portarle il Cuore della Felicità.

- Aliseus: è un unicorno con delle ali meravigliose. Il suo intervento sarà prezioso per il Cavaliere.